# You Pay Your Money and You Take Your Chance
You Pay Your Money and You Take Your Chance è il ventiduesimo album di Bruce Cockburn, pubblicato dalla Rykodisc Records nel 1997. Il disco fu registrato dal vivo il 3 maggio 1997 al Barrymore Theater di Madison (Wisconsin).

## Tracce
1. Call It Democrazy – 5:43 (Bruce Cockburn)
2. Stolen Land – 7:06 (Bruce Cockburn)
3. Strange Waters – 6:30 (Bruce Cockburn)
4. Fascist Architecture – 2:46 (Bruce Cockburn)
5. You Pay Your Money and You Take Your Chance – 4:31 (Bruce Cockburn)
6. Birmingham Shadows – 10:46 (Bruce Cockburn)

## Musicisti
- Bruce Cockburn  - chitarre, voce
- Steve Lucas  - basso, accompagnamento vocale, cori
- Ben Riley  - batteria, accompagnamento vocale, cori